# Bruno Collaço
Bruno Bairros Collaço (São Leopoldo, 8 marzo 1990) è un calciatore brasiliano, difensore del Nacional-AM.

## Carriera

### Club

#### L'esordio al Grêmio e i vari prestiti
La sua carriera da calciatore inizia nel 1999 quando viene acquistato dal Grêmio per militare nelle formazioni giovanili del club brasiliano. Dopo un decennio, esattamente il 19 novembre 2009, debutta in prima squadra nel match contro il Palmeiras, conclusosi con il risultato di 2 a 0 in favore dei Tricolor dos Pampas.
Nel 2010, a causa del gran numero di terzini presenti nel Grêmio, viene mandato in prestito al Ponte Preta anche per giocare con più continuità. A fine stagione sarà votato come miglior terzino della Série B brasiliana. Una volta concluso il prestito, ritorna al club di appartenenza per militare stabilmente in prima squadra e nella formazione titolare con l'allenatore Renato Gaúcho.
Il 30 marzo 2012 viene spedito in prestito al Goiás, dove rimarrà fino al 31 dicembre.

### Nazionale
Nel 2007, con l'Under-17, ha partecipato alla 15ª edizione dei Giochi panamericani svolti a Rio de Janeiro, in Brasile.

## Palmarès

### Club

#### Competizioni statali
- Campionato Gaúcho: 1

Grêmio: 2010